# A John Malkovich menet
A John Malkovich menet (eredeti cím: Being John Malkovich) 1999-ben bemutatott amerikai szürrealista fantasy filmvígjáték-dráma, melyet Charlie Kaufman forgatókönyvéből Spike Jonze rendezett. a főbb szerepekben John Cusack, Cameron Diaz, Catherine Keener és John Malkovich látható, utóbbi önmaga szatirikus változatát alakítja.
Az Amerikai Egyesült Államokban 1999. október 29-én mutatták be a mozikban az USA Films forgalmazásában. A film elsöprő kritikai sikert aratott, főként a forgatókönyv és a rendezés miatt. A 72. Oscar-gálán három kategóriában kapott jelölést: legjobb rendező, legjobb eredeti forgatókönyv és legjobb női mellékszereplő (Keener).

## Cselekmény
Craig Schwartz munkanélküli New York-i bábjátékos, kihűlt házasságban él feleségével, Lotte-tal, aki háziállatai megszállottja. A férfi a Mertin-Flemmer irodaházban kap irattáros munkát a különc Dr. Lester alkalmazottjaként, a hét és feledik emeleten, melynek mennyezete szokatlanul alacsony. Craig vonzódni kezd munkatársnőjéhez, Maxine Lundhoz, de ő nem viszonozza érzéseit. Iratrendezés közben Craig felfedez egy kis rejtett ajtót, melyen belépve egy alagútba kerül és ezután John Malkovich elméjében találja magát. 15 perc múlva a New Jersey autópálya mellett „zuhan ki” a színész „fejéből”. Beavatja Maxine-t bizarr kalandjába és a nő azonnal pénzszerzési lehetőséget lát a dologban, magas összegért áruba bocsátva vásárlóiknak a nem mindennapi élményt. 

## Szereplők
| Színész            | Szerep                          | Magyar hang     |
| ------------------ | ------------------------------- | --------------- |
| John Cusack        | Craig Schwartz                  | Lux Ádám        |
| Cameron Diaz       | Lotte Schwartz                  | Für Anikó       |
| Catherine Keener   | Maxine Lund                     | Antal Olga      |
| John Malkovich     | önmaga / John Horatio Malkovich | Fodor Tamás     |
| Orson Bean         | Dr. Lester                      | Versényi László |
| Mary Kay Place     | Floris                          | Hirling Judit   |
| Charlie Sheen      | önmaga                          | Csuja Imre      |
| W. Earl Brown      | első J.M. Inc. vásárló          | Pálfai Péter    |
| Carlos Jacott      | Larry, az ügynök                | Damu Roland     |
| Byrne Piven        | James Mertin százados           | Végh Ferenc     |
| Octavia L. Spencer | nő a liftben                    |                 |

## Fordítás
- Ez a szócikk részben vagy egészben  a   Being John Malkovich című angol Wikipédia-szócikk ezen változatának fordításán alapul.  Az eredeti cikk szerkesztőit annak laptörténete sorolja fel. Ez a jelzés csupán a megfogalmazás eredetét és a szerzői jogokat jelzi, nem szolgál a cikkben szereplő információk forrásmegjelöléseként.